# Karl Topia albán fejedelem

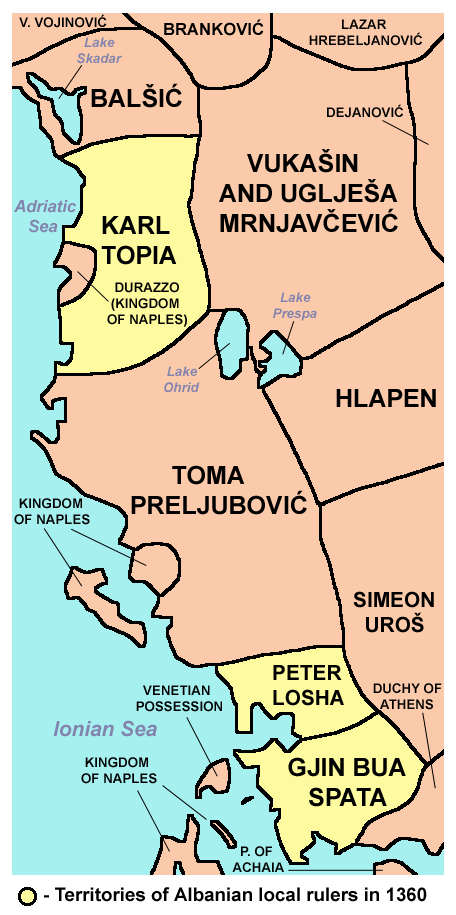

Karl Topia (kb. 1335/1340 – 1388) albán herceg, az Albán Fejedelemség uralkodója 1358–1382 között.

## Élete
Apja Andreas Topia, anyja I. (Bölcs) Róbert nápolyi király természetes lánya volt. Szülei korai halálát követően a krujai várban nevelkedett. 1358-ban fellázadt az Anjou-hercegek uralma ellen. Egy éven át tartó harcok során az Anjoukat Durazzóba szorította vissza, s 1359-től egészen haláláig uralma alatt tartotta Közép-Albánia jelentős részét, önmagát Albánia fejedelmének (Princeps Albaniae) titulálva. 1362-től egyik fő törekvése az Anjou Johanna által birtokolt Durazzo bevétele volt. Az első, sikertelen ostromra 1362 áprilisa és 1363 májusa között került sor, amely Topia elgyengült és járványtól sújtott csapatának visszavonulásával végződött. A Velencei Köztársaság hallgatólagos beleegyezésével 1367-ben végül sikerült elfoglalnia és fővárosává tennie Durazzót. Topia jó kapcsolatokat ápolt a Római Kúriával, s 1381-ben a későbbi Elbasan közelében megalapította a Szent János Vladimír-kolostort (Manastiri i Shën Gjon Vladimirit).
Topia legnagyobb riválisa az északi Zetát uraló Balsha-dinasztia volt, annak ellenére, hogy 1370 körül nőül vette a dinasztia, I. Balsha (szerb nevén I. Balša) leányát, Voisava Balshát, s házasságukból három gyermek – Gjergj és két lány, Elena és Voisava – született. A fegyveres viszály 1382-ben robbant ki Topia és II. Balsha között, s ez utóbbi még abban az évben bevette Durazzót. Kevéssel később, 1385-ben azonban Topia – I. Murád támogatásával, a Hajreddin pasa vezette török sereg segédletével – Myzeqe vidékén, Savër mellett szétkergette seregét, s maga II. Balsha is elesett a csatamezőn.
Uralkodása utolsó évtizedében Topia szövetségre törekedett a velenceiekkel. 1386. augusztus 17-én kötötték meg egyezségüket, amelyben Topia kötelezte magát arra, hogy konfliktus esetén fegyvereivel támogatja a Velencei Köztársaságot, s országában a velencei kereskedők oltalmat élveznek. Viszonzásul a velenceiek ígéretet tettek arra, hogy Topia területükön katonát toborozhat, s a velenceiek adriai flottája biztosítja az albán partok védelmét. 1388-ban Topia meghalt, s fia, Gjergj követte őt a hercegi méltóságban.